# Royal Rumble (2004)
Royal Rumble 2004 est le dix-septième Royal Rumble, pay-per-view de catch de la World Wrestling Entertainment. Il s'est déroulé le 25 janvier 2004 au Wachovia Center de Philadelphie, Pennsylvanie.

## Résultats
- Sunday Night Heat match : Victoria (w/Steven Richards) def. Molly Holly (4:56)
  - Victoria a effectué le tombé sur Holly après un Widow's Peak.
- Ric Flair et Batista def. The Dudley Boyz (Bubba Ray et D-Von) dans un Tables Match pour conserver le World Tag Team Championship (4:23)
  - Batista a éliminé D-Von après un spinebuster à travers une table.
- Rey Mysterio def. Jamie Noble (w/Nidia) pour conserver le WWE Cruiserweight Championship (3:12)
  - Mysterio a effectué le tombé sur Noble après un Droppin' The Dime.
- Eddie Guerrero def. Chavo Guerrero (avec Chavo Guerrero Sr.) (8:03)
  - Chavo Guerrero Sr. a intervenu plusieurs fois durant le match en faveur de son fils.
  - Eddie a effectué le tombé sur Chavo après un Frog splash.
- Brock Lesnar def. Hardcore Holly pour conserver le WWE Championship (6:30)
  - Lesnar a effectué le tombé sur Holly après un F-5.
- World Heavyweight Champion Triple H a combattu Shawn Michaels pour un double décompte dans un Last Man Standing match (22:46)
  - Les deux hommes étaient décomptés au sol après avoir porté leur prise de finition sur chacun (Triple H a porté son Pedigree sur Michaels, et Michaels le Sweet Chin Music sur Triple H) et tombaient inconscients, Triple H conservait donc le titre.
- Chris Benoit a remporté le Royal Rumble 2004 (1:01:35)
  - Chris Benoit et The Big Show étaient les deux derniers participants. Chris Benoit, Chris Jericho, Kurt Angle, John Cena et Rob Van Dam s'alliaient tous contre Big Show, essayant de l'éliminer. Cependant, chaque catcheur était éliminé un par un par Big Show jusqu'au final. Big Show essayait de balancer Chris Benoit par-dessus la troisième corde mais Chris Benoit contrait avec un coup de la guillotine, envoyant Big Show par-dessus la troisième corde et donnant la victoire à Benoit.

## Entrées et éliminations du Royal Rumble
Le rouge ██ indique une superstar de RAW, le bleu ██ indique une superstar de SmackDown. Un nouvel entrant arrivait approximativement toutes les 90 secondes.
| Entrée | Entrant          | Division | Ordre d'élimination | Éliminé par                                                             | Temps   | Nombre d'élimination |
| ------ | ---------------- | -------- | ------------------- | ----------------------------------------------------------------------- | ------- | -------------------- |
| 1      | Chris Benoit     | SD!      | -                   | Vainqueur                                                               | 1:01:35 | 5                    |
| 2      | Randy Orton      | Raw      | 18                  | Mick Foley                                                              | 33:43   | 6                    |
| 3      | Mark Henry       | Raw      | 3                   | Chris Benoit                                                            | 5:14    | 0                    |
| 4      | Tajiri           | SD!      | 2                   | Rhyno                                                                   | 3:39    | 0                    |
| 5      | Bradshaw         | SD!      | 1                   | Chris Benoit                                                            | 0:38    | 0                    |
| 6      | Rhyno            | SD!      | 8                   | Chris Benoit                                                            | 14:00   | 1                    |
| 7      | Matt Hardy       | Raw      | 9                   | René Duprée                                                             | 14:18   | 0                    |
| 8      | Scott Steiner    | Raw      | 5                   | Booker T                                                                | 6:49    | 0                    |
| 9      | Matt Morgan      | SD!      | 11                  | Chris Benoit                                                            | 12:14   | 1                    |
| 10     | The Hurricane    | Raw      | 4                   | Matt Morgan                                                             | 0:19    | 0                    |
| 11     | Booker T         | Raw      | 13                  | Randy Orton                                                             | 9:11    | 2                    |
| 12     | Kane             | Raw      | 6                   | Booker T                                                                | 1:30    | 0                    |
| 13     | Spike Dudley     | Raw      | 7                   | N'est pas venu sur le ring à cause d'un Chokeslam de Kane à l'extérieur | 0:00    | 0                    |
| 14     | Rikishi          | SD!      | 12                  | Randy Orton                                                             | 3:48    | 1                    |
| 15     | René Duprée      | Raw      | 10                  | Rikishi                                                                 | 0:33    | 1                    |
| 16     | A-Train          | SD!      | 14                  | Chris Benoit                                                            | 1:44    | 0                    |
| 17     | Shelton Benjamin | SD!      | 15                  | Randy Orton                                                             | 0:37    | 0                    |
| 18     | Ernest Miller    | SD!      | 16                  | Randy Orton                                                             | 0:56    | 0                    |
| 19     | Kurt Angle       | SD!      | 28                  | Big Show                                                                | 29:04   | 1                    |
| 20     | Rico             | Raw      | 17                  | Randy Orton                                                             | 1:06    | 0                    |
| 21     | Mick Foley       | Raw      | 19                  | Lui-même (en éliminant Randy Orton)                                     | 0:43    | 1                    |
| 22     | Christian        | Raw      | 20                  | Chris Jericho                                                           | 7:39    | 0                    |
| 23     | Nunzio           | SD!      | 23                  | Goldberg                                                                | 3:48    | 0                    |
| 24     | Big Show         | SD!      | 29                  | Chris Benoit                                                            | 22:38   | 4                    |
| 25     | Chris Jericho    | Raw      | 27                  | Big Show                                                                | 14:58   | 1                    |
| 26     | Charlie Haas     | SD!      | 21                  | Goldberg                                                                | 6:53    | 0                    |
| 27     | Billy Gunn       | SD!      | 22                  | Goldberg                                                                | 5:37    | 0                    |
| 28     | John Cena        | SD!      | 25                  | Big Show                                                                | 7:37    | 0                    |
| 29     | Rob Van Dam      | Raw      | 26                  | Big Show                                                                | 6:44    | 0                    |
| 30     | Goldberg         | Raw      | 24                  | Kurt Angle                                                              | 2:07    | 3                    |

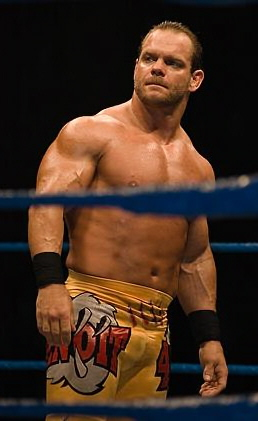
Chris Benoit, vainqueur du Royal Rumble match.

- Le record d'élimination revient à Randy Orton avec 6 éliminations, suivi du vainqueur Chris Benoit avec 5 éliminations
  - The Hurricane est resté le moins longtemps sur le ring avec 19 secondes
  - Chris Benoit est resté le plus longtemps sur le ring avec 1h01 et 30 secondes, record de temps de présence sur le ring avant Rey Mysterio en 2006
  - Le n°21 devait être Test, mais il a été attaqué dans les coulisses et donc Steve Austin a envoyé Mick Foley à sa place.
  - Chris Benoit, Chris Jericho & Kurt Angle ont tous les trois fait abandonner le Big Show durant le Match.
  - Kane a été éliminé à cause de la distraction causée par la musique de l'Undertaker.
  - John Cena a fait une mauvaise réception à son élimination
  - Brock Lesnar est entré sur le ring et a attaqué Goldberg puis il est sorti puis Kurt Angle profite de ce que Goldberg est distrait par Brock Lesnar pour l'éliminer.
  - Nunzio s'est caché contre les barrières et n'est monté sur le ring que quand John Cena est arrivé et l'a vu puis l'a fait monter sur le ring de force.
  - Après l'élimination de Goldberg tous les catcheurs restant sur le ring se sont alliés pour tenter d'éliminer Big Show mais il les a éliminé les uns après les autres à l'exception de Chris Benoit qui finit par l'éliminer en dernier.